# فايزة عبد المجيد
فايزة عبد المجيد (1908 - 1996) هي كاتبةٌ وناشطةٌ سياسية واجتماعية ونسوية فلسطينية. ترأست جمعية رعاية الطفل والأم في نابلس منذ 1952 حتى 1980، وكانت نائبةً لرئاسة الاتحاد النسائي، وعضو رابطة المناضل الجريح.

## حياتها
وُلدت فايزة عبد المجيد في نابلس عام 1908 م، وكان والدها من كبار تجار المدينة. درست المرحلة الابتدائية في نفس المدينة، ثم أكملت دراستها في المنزل، حيث تعلمت العربية والإنجليزية والفرنسية، إضافةً إلى الموسيقى.
بادرت فايزة عبد المجيد إلى تأسيس عددٍ كبير من اللجان والهيئات منذ سنة 1948 ومن بينها: جمعية المناضل الجريح، وجمعية المحاربين القدامى، ومدرسة فلسطين في طولكرم، وجمعية رعاية الطفل وتوجيه الأم في نابلس. كما شاركت في تأسيس أول لجنةٍ لرعاية شؤون الأسرى وأسر الشهداء سنة 1967 م.
قادت فايزة حملات توعية وحشد وتأييد للشعب الجزائري ولدعم ثورته وامتدت نشاطاتها السياسية والاجتماعية والخيرية والنسوية إلى عدة أقطارٍ عربية وشاركت في عددٍ من المؤتمرات العربية في القاهرة وغيرها من العواصم العربية.

## مؤلفاتها
ألفت فايزة عبد المجيد عددًا من الكتب، منها:
- «الليل والفجر العظيم من حكايات الأسرى الفلسطينيين» عام 1982.
- «الطفولة الفلسطينية في الميدان».
- «أطفال الحجارة».
- «نساء شهيرات».
- «المرأة في ميادين الكفاح» عام 1967.